# Колокольчик точечный
Колокольчик точечный (лат. Campanula punctata Lam.) — вид многолетних травянистых растений из рода Колокольчик семейства Колокольчиковые.

## Описание

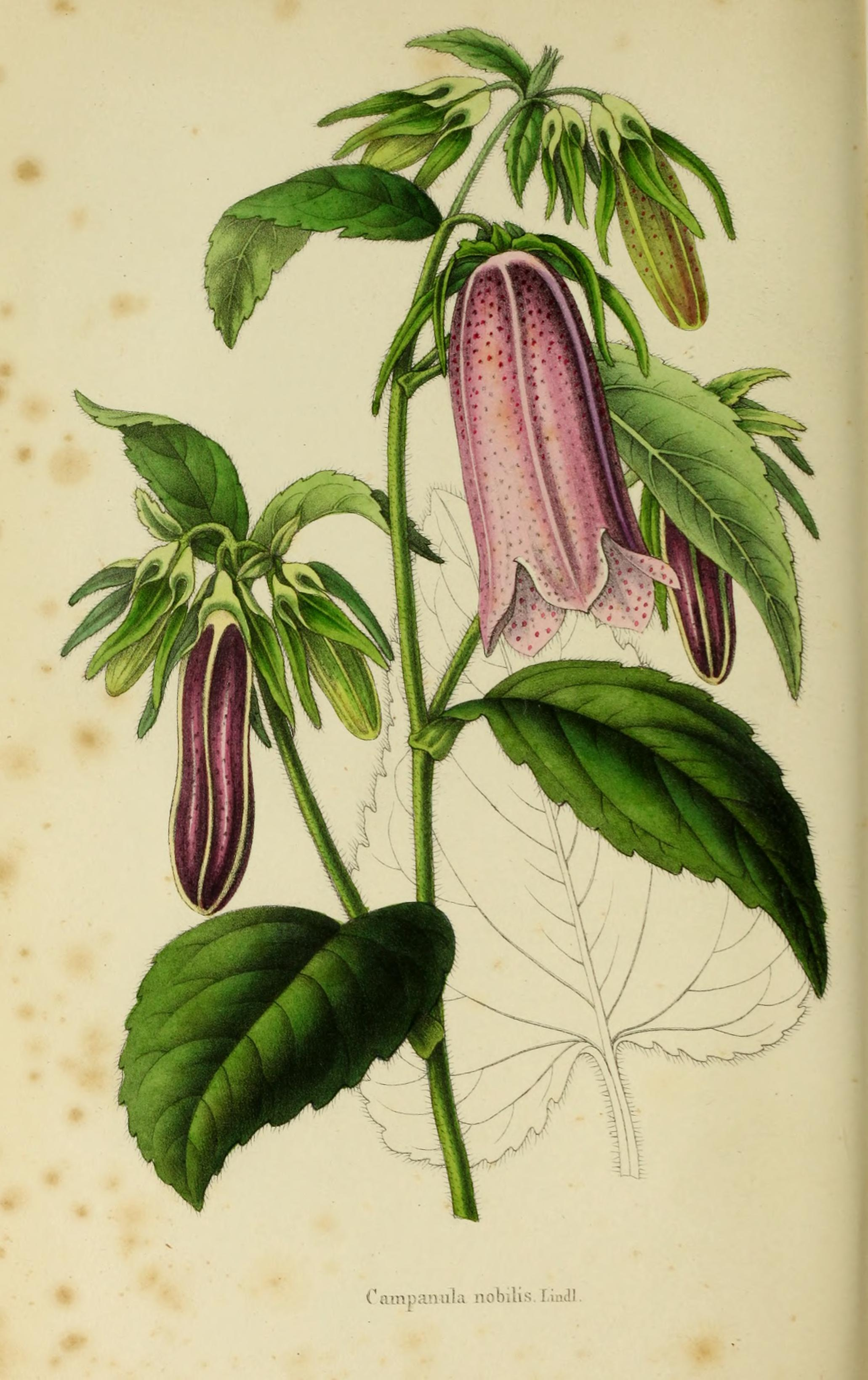

Колокольчик точечный — многолетник с довольно тонким волокнистым корневищем. Стебель прямой, высотой около 50 см, в культурных условиях достигает высоты до 70 см, опушенный, простой, в верхней части метельчато-ветвящийся, шероховатый, цилиндрический.
Листья волосистые, снизу более бледные, довольно многочисленные, прикорневые — с красными волосистыми черешками, яйцевидные, острые, длиной 7 см, шириной 4 см, городчатые; стеблевые листья короткочерешковые или сидячие, яйцевидные, острые, двоякогородчатопильчатые.
Цветки крупные, 3-5 см, от одного до пяти, поникающие, на довольно длинных цветоножках, опушенные. Чашечка покрыта оттопыренными, белыми, реснитчатыми волосками и острыми ланцетными зубцами, красноватыми на верхушке; придатки чашечки яйцевидные, заостренные, отогнутые книзу. Венчик длиной до 6 см, бокальчато-колокольчатый, посредине несколько вздутый, грязновато-белый, покрытый снаружи и особенно внутри пурпурными точками, внутри бородатый, с островатыми, прямыми лопастями, во много раз длиннее чашечки. Тычинки достигают половины длины венчика. Цветет в июле.
Плод — коробочка трехгнездная, поникающая, открывающаяся тремя дырочками у основания. Плодоносит в августе-сентябре.

## Распространение и экология
Восточноазиатский вид. Встречается в Корее, Японии, Северо-Восточном Китае. В пределах России — в Даурии, на Дальнем Востоке.
Растёт в долинных, лиственничных, березовых, дубовых, негустых смешанных лесах и по берегам рек.

## В культуре
Выращивается как декоративное растение. Предпочитает дренированные, плодородные почвы. Обильно цветет на хорошо освещенных местах. Зимостоек. После малоснежной зимы может плохо цвести, поэтому рекомендуется профилактическое укрытие.
Деление растений производят каждые 3-4 года весной или осенью. Посев семян производят в грунт весной или осенью. Цветение наступает на 2-й год после посева. Уход состоит в регулярных поливах, подкормках комплексными удобрениями, рыхлении, прополках, делении кустов, борьбы с вредителями.
Длительное время сохраняется в вазах и букетах. Используют для миксбордера, цветника, как солитерные растения, для монокультурных групп, на срезку.

## Галерея
| Лист | Цветки | В культуре |